# Superpopulação relativa
Superpopulação relativa é uma categoria da teoria marxista sobre o capitalismo (ver O Capital, crítica da economia política de Marx) que diz respeito a um fenômeno onde a redundância populacional supera a diferença de proporcionalidade entre crescimento do capital global - que alavanca a massa das forças de trabalho necessária, ainda que não na mesma proporção da relação entre ela e a massa dos meios de produção  - e do capital variável.

## Lei populacional do capitalismo
Na visão de Marx, a fim de que o sistema capitalista continue a ser reproduzido socialmente, é imperioso que haja aumento populacional, pois é fato em Marx a lei da tendência à queda da taxa de lucro em um sistema capitalista desenvolvido. Na medida em que o capitalismo desenvolve-se, sua tendência histórica é de aumento da composição orgânica do capital, portanto, de maior massa dos meios de produção enquanto ao mesmo tempo ocorre um esvaecimento progressivo do trabalho exigido das forças de trabalho, pelo menos proporcionalmente, tendo como teto intransponível o grau de crescimento da riqueza social, sendo esse fenômeno que ocorre envolvendo a composição técnica do capital. Esse processo não é sustentável do ponto de vista da mais-valia - inclusive relativa -, logo insustentável também ao capitalismo.
Porém, o lucro continua existindo, mesmo com a existência de tal fenômeno, pois o capitalismo, em específico, traz consigo exatamente a lei de superpopulação relativa descrita no presente artigo. Essa superpopulação relativa faz com que o capitalismo tenha sempre o que Marx chama de Exército Industrial de Reserva, sendo composto por “uma população trabalhadora adicional relativamente supérflua ou subsidiária, ao menos no concernente às necessidades de aproveitamento por parte do capital”. Isso faz com que a oferta de mão de obra consiga sempre ser suficiente para que a mais-valia não se faça desvanecida e o sistema capitalista continue operando estavelmente, tornando-se condição desse.
Marx descreve, ainda, que nos períodos iniciais do capitalismo tal não era um processo tão recrudescente, assim como a acumulação, que é meio para a redundância relativa de própria classe trabalhadora (ver mais em Acumulação primitiva), tendo em vista que interpretou esse processo como violento, tendo sido essa visão criticada até mesmo por autores da tradição marxista posteriormente.

## Formas de superpopulação relativa
Três diferentes formas de superpopulação relativa são descritas por Marx: líquida, latente e estagnada.

### Líquida
A forma líquida da superpopulação relativa diz respeito àquela que transfigura-se em classe trabalhadora ativa, majoritariamente composta por homens jovens. Marx descreve que esses mesmos homens jovens perdem seu emprego na medida em que tornam-se mais velhos, e a indústria sempre suplica por novas ondas demográficas de mão de obra mais jovem, a fim de que os custos com o labor não extrapolam o tolerável. Isso faz com que a população feminina na sociedade tenda sempre a aumentar - e é usada como ilustração a situação inglesa -, pela maior mortalidade dos homens jovens que esse fenômeno causa. Por isso, diz-se que é uma forma líquida da superpopulação, sempre necessitando de e sendo renovada constantemente. Casamentos precoces auxiliam na satisfação dessa necessidade social. Harvey ao falar sobre a teoria da compensação em sua obra onde comenta a teoria marxista acaba descrevendo tal processo.

### Latente
Trata de fenômeno correlato ao êxodo rural provocado pela ascensão do capitalismo inclusive na agricultura. Diferentemente do que ocorre nas indústrias, no campo a repulsa de massa de forças de trabalho é absoluta, fazendo com que ocorra escoamento dos trabalhadores do campo para a cidade, onde irão constituir um exército de reserva à indústria, sempre com “um pé no pântano do pauperismo”. O geógrafo marxista David Harvey cita ainda como exemplo de caso de superpopulação latente o de produtores individuais (artesãos) que tiveram sua oferta suplantada por indústrias de maior escala. 

### Estagnada
É representada pelos trabalhadores já redundantes dentro de áreas urbanas, sendo escoamento da própria indústria para a indústria e não advindo do campo. Esses trabalhadores realocam-se em ocupações completamente irregulares, estando sempre sujeitos à exploração massiva, caracterizada por máximo tempo de serviço e mínimo de salário. Marx destaca ainda que “essa lei da sociedade capitalista soaria absurda entre selvagens ou mesmo entre colonos civilizados. Ela lembra a reprodução maciça de espécies animais individualmente fracas e muito perseguidas”.